# Zoran Thaler
Zoran Thaler (* 21. Januar 1962 in Kranj, Jugoslawien, heute Slowenien) ist ein slowenischer Politiker.

## Leben
Thaler studierte an der Universität Ljubljana Politikwissenschaft und gehörte zu dieser Zeit dem Sozialistischen Jugendverband Sloweniens (ZSMS) an, der 1990 in die Partei Liberaldemokratie Sloweniens umgewandelt wurde. Für diese Partei zog er nach der Parlamentswahl 1990 in das Parlament des damals noch zur Sozialistischen Föderativen Republik Jugoslawien gehörenden Slowenien. Er wurde zunächst stellvertretender Außenminister, von 1995 bis 1997 war er Außenminister Sloweniens. Danach hatte er verschiedene Positionen in der Wirtschaft inne, unter anderem war er von 2004 bis 2006 Geschäftsführer des Mobilfunkanbieters Simobil. Nach der Europawahl 2009 zog er als Kandidat der Socialni demokrati ins Europäische Parlament ein.
Im März 2011 deckte die britische Sunday Times die Cash-for-Laws-Affäre auf. Als Lobbyisten getarnte Journalisten der Zeitung hatten ab 2010 mehreren EU-Abgeordneten hohe Geldbeträge dafür geboten, wenn sie in ihrem Sinne auf die Gesetzgebung im Europäischen Parlament Einfluss nehmen. Drei Parlamentarier gingen darauf ein, neben Thaler auch Ernst Strasser (Österreich, ÖVP) und Adrian Severin (Rumänien, PSD). Thaler brachte einen von den vorgeblichen Lobbyisten bestellten Änderungsantrag ein und forderte die Überweisung der vereinbarten Belohnung auf ein Londoner Konto. Nachdem die Reporter ihre wahre Identität aufgedeckt hatten, beteuerte Thaler „er habe von Anfang an gewusst, dass es sich um Reporter handelt und nur sehen wollen, wie es weitergeht“. Am 21. März trat er, wie tags zuvor bereits Strasser, als EU-Parlamentarier zurück. Zwei Tage später leitete das Europäische Amt für Betrugsbekämpfung ein Schnellverfahren gegen Thaler und die beiden anderen Parlamentarier ein. Ende Januar 2014 verurteilte ein slowenisches Gericht Thaler zu einer Haftstrafe von 2½ Jahren.